# Technisch-Naturwissenschaftliche Universität Norwegens
Die Technisch-Naturwissenschaftliche Universität Norwegens – NTNU (Bokmål Norges teknisk-naturvitenskapelige universitet, Nynorsk Noregs teknisk-naturvitskaplege universitet) mit Sitz in Trondheim ist mit etwa 43.000 Studierenden die größte Universität Norwegens. Die NTNU hat die Hauptverantwortung für die technologische Forschung und Lehre in Norwegen.

## Geschichte
Die Geschichte der NTNU geht zurück auf die Königlich Norwegische Wissenschaftliche Gesellschaft, die unter dem Namen Det Trondhiemske Selskab im Jahre 1760 gegründet wurde. 1870 nahm die Trondhjems Tekniske Læreanstalt ihren Betrieb auf und begann mit der Ausbildung von Ingenieuren und Maschinisten.
Nach dem Vorbild der deutschen technischen Hochschulen beschloss das norwegische Parlament im Jahre 1900 die Gründung der Norwegischen Technischen Hochschule, die zehn Jahre später eröffnet wurde. Die NTNU in ihrer heutigen Form entstand 1996 durch eine Fusion der Norwegischen Technischen Hochschule mit mehreren anderen norwegischen Hochschulen. Weiters wurden zum 1. Januar 2016 die Høgskolen i Sør-Trøndelag und die Hochschulen in Gjøvik und Ålesund eingegliedert, wodurch die NTNU zur größten Universität Norwegens aufstieg.
Die Universität vergibt die Onsager Medal.

## Organisation

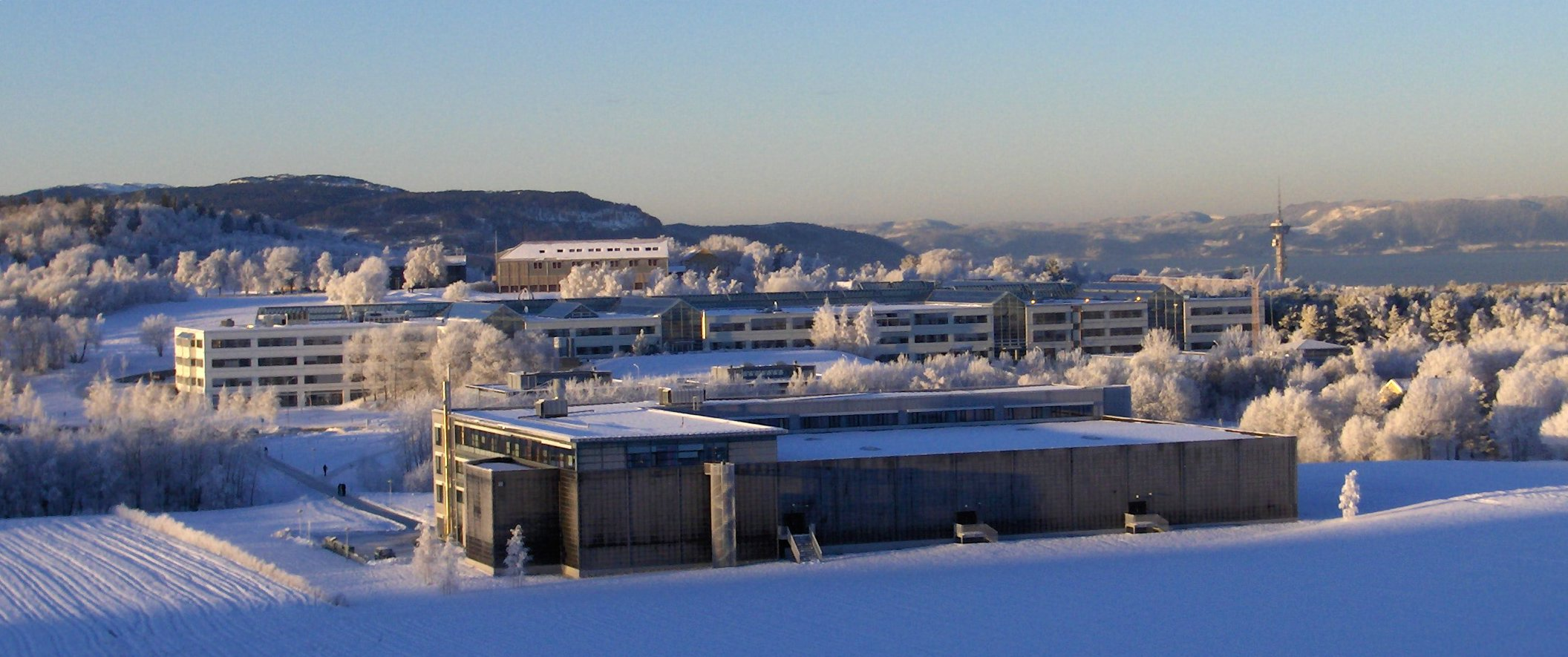
Mit dem Betongtavlen (1981) preisgekrönte Campusgebäude in Dragvoll

### Fakultäten
NTNU hat insgesamt acht Fakultäten und 55 Institute:
- Fakultät für Medizin und Gesundheitswissenschaften
- Fakultät für Geisteswissenschaften
- Fakultät für Architektur und Design
- Fakultät für Informationstechnologie und Elektrotechnik
- Fakultät für Ingenieurwissenschaft
- Fakultät für Sozialwissenschaften und Pädagogik
- Fakultät für Naturwissenschaft
- Fakultät für Wirtschaft

Die Universität bietet etwa 340 Studiengänge und mehr als 30 internationale Master-Studien auf Englisch an.

### Studenten und Mitarbeiter
Derzeit studieren 42.000 Studenten an der NTNU. Ungefähr die Hälfte sind technisch-naturwissenschaftliche Studenten. Ungefähr drei Viertel der norwegischen Masterstudenten in naturwissenschaftlichen Fächern sind an der NTNU eingeschrieben. Etwa 35.500 davon sind in Trondheim, etwa 4.000 in Gjøvik und 2.500 in Ålesund. Im Jahr 2018 kamen insgesamt ca. 3.500 der Studierenden aus dem Ausland. Insgesamt gibt es derzeit etwa 38.000 Alumni.
Die Universität beschäftigt 7.400 Mitarbeiter, davon sind 4.800 wissenschaftliche Mitarbeiter. Die Uni wird von einem angestellten und nicht gewählten Rektor geleitet. Der Rektor wird von drei Prorektoren unterstützt. Seit August 2019 ist die Physikerin Anne Borg kommissarische Rektorin.

### Campus
NTNU hat mehrere Campus in Trondheim. Die zwei größten davon sind Gløshaugen und Dragvoll. Gløshaugen ist die frühere NTH (Technische Hochschule Norwegens), wo sich alle technisch-naturwissenschaftlichen Fakultäten befinden. In Dragvoll, das etwas außerhalb der Stadt liegt, sind die Fakultäten für Geistes- und Sozialwissenschaften. Des Weiteren befinden sich Campus in Ålesund und Gjøvik.

## Forschung

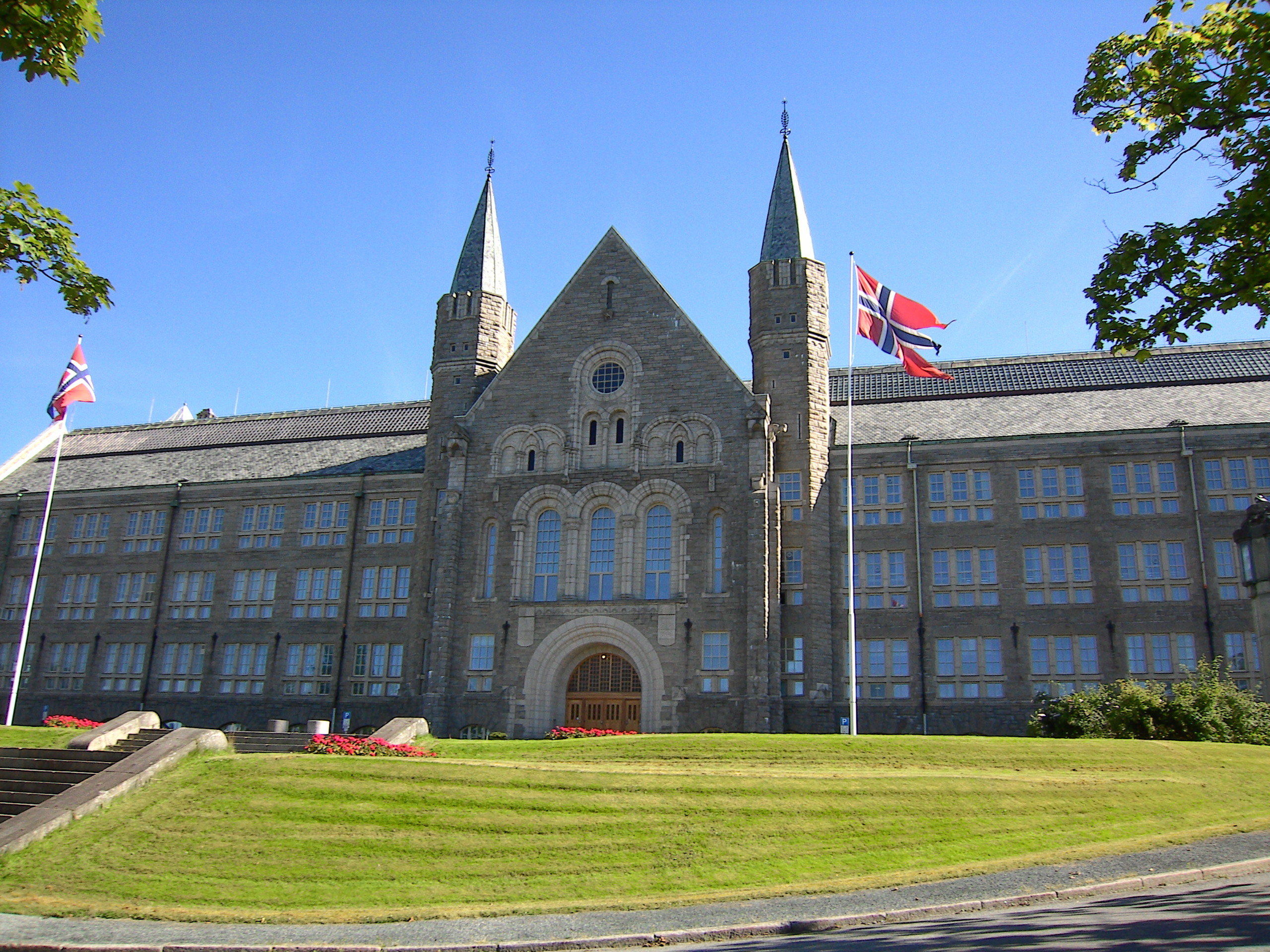
Hauptgebäude der NTNU

### Institute
Die NTNU hat drei der 13 sogenannten „Zentren für hervorragende Forschung“ in Norwegen, die im Rahmen einer Initiative vom norwegischen Forschungsrat 2003 begonnen wurden, um die Forschung auf ein internationales Spitzenniveau zu heben.
- Centre for Quantifiable Quality of Service (Q2S)
- Centre for Ships and Ocean Structure (CeSOS)
- Centre for Biology of Memory (CDM)

2007 wurde das Centre for Biology of Memory auch zum Kavli Institute for Systems Neuroscience. Eine große Anerkennung, die bisher meistens amerikanischen Spitzenuniversitäten wie Harvard University, Stanford University, Yale University, Caltech und Massachusetts Institute of Technology (MIT), bekommen haben. NTNU ist die dritte europäische Universität, die ein Kavli Institute bekommen hat.

### Kooperationen
- Die NTNU hat eine enge Zusammenarbeit mit SINTEF, eine von Europas größten, unabhängigen Forschungsanstalten, und dem St.-Olavs-Universitätskrankenhaus.
- Die NTNU nimmt an der NordicFiveTech teil, eine Zusammenarbeit zwischen fünf nordischen technischen Universitäten: Technische Hochschule Chalmers, Königliche Technische Hochschule Stockholm, Technische Universität Helsinki und Dänemarks Technische Universität. Sie bieten in Zusammenarbeit ein nordisches M.Sc-Studium in Sustainable Energy Engineering an.
- Neben der nordischen Zusammenarbeit hat NTNU viele Partner in den Vereinigten Staaten, Europa und Asien (hauptsächlich Japan, China und Singapur). Eine Zusammenarbeit mit großer Bedeutung ist die Zusammenarbeit mit dem MIT in dem Bereich Energieforschung. Die Fakultät für Sozialwissenschaften hat eine Zusammenarbeit mit der University of California, Berkeley (UC Berkeley) eingeleitet. In jedem Semester können bis zu 50 Studenten einen Studienaufhalt an der UC Berkeley absolvieren.
- Die NTNU hat eine Forschungszusammenarbeit mit ungefähr 200 Universitäten weltweit und unterstützt den Wetterdienst yr.no mit Daten.

## Nobelpreisträger
- Lars Onsager (1903–1976), absolviert 1925, Nobelpreis für Chemie 1968
- Ivar Giaever (1929–2025), absolviert 1952, Nobelpreis für Physik 1973
- May-Britt Moser (* 1963) und Edvard Moser (* 1962), Hochschullehrer, Nobelpreis für Physiologie oder Medizin 2014